# Profesor Bacterio
El profesor Saturnino Bacterio, es un personaje creado por Francisco Ibáñez para su serie Mortadelo y Filemón. Su primera aparición tuvo lugar en la historieta El sulfato atómico (1969), como biólogo.

## Biografía y descripción
Es el reconocido científico biólogo de la T.I.A.. Bacterio suele probar cada uno de sus nuevos inventos entre alguno de los miembros de la empresa, como trabajadoras, secretarias (Ofelia en mayor medida) y otros agentes, con funestos resultados. Estos se producen de tres maneras distintas:
- A veces es el propio genio el que se equivoca, obteniendo como resultado efectos inesperados (con frecuencia exactamente lo contrario de para lo que fue creado el invento).
- A veces funcionan bien, pero los dos agentes no lo usan correctamente.
- A veces, el invento funciona exactamente como se esperaba pero lo hace en situaciones delicadas para Mortadelo y Filemón, los cuales acaban sufriendo la inoportunidad.

Debido a ello, Mortadelo y Filemón siempre huyen cuando El Súper pretende hacerles probar un invento del profesor Bacterio.
Posee una gran barba negra, que los agentes, el Súper u Ofelia agarran con saña cuando sus inventos salen mal. Suele vestir con un traje de color verde.

## Inventos
Entre sus inventos destacan: 
- El sulfato atómico
- La máquina del cambiazo
- La máquina busca fresquito
- La máquina de copiar gente
- La elasticina
- La tergiversicina
- El vivimetalillus
- El transformador metabólico
- El mimetizador

Y muchos más.
Gracias a un crecepelo "infalible" de su invención, Mortadelo perdió su melena y aún le guarda rencor, por lo que siempre está a la gresca con Bacterio. Tampoco le puede ver Filemón. Cuando se refieren a él suelen hablar del "piojo cochambroso" o cosas por el estilo.

## Creación
La apariencia física primitiva del personaje estaba basada en la del profesor Zwart de la historieta belga La mina y el gorila de Spirou.

## Aparición en otros medios
- El profesor Bacterio es mencionado en los relatos del videojuego FIFA 07, cuando en ocasiones se falla un tiro libre cerca del área. En su comentario Paco González dice: ¿Jugadas de laboratorio? Deben ser del laboratorio del profesor Bacterio .... También dice lo mismo en el videojuego para Android FIFA Ultimate Team 15